# Aivo Lõhmus
Aivo Lõhmus (* 21. Juli 1950 in Kõlleste; † 28. März 2005 in Tartu) war ein estnischer Schriftsteller und Kritiker.

## Leben
Lõhmus ging von 1957 bis 1965 in Karaski zur Schule und schloss 1969 das Polytechnikum in Tallinn im Fach Fernmeldetechnik ab. Ein Jahr später legte er am Arbeitergymnasium in Tallinn die Reifeprüfung ab und studierte danach von 1970 bis 1976 an der Universität Tartu Estnische Philologie. Anschließend arbeitete er in verschiedenen Kulturredaktionen bei Presse und Rundfunk.
Aivo Lõhmus war seit 1981 Mitglied des Estnischen Schriftstellerverbandes und von 1985 bis 1997 Geschäftsführer der Tartuer Abteilung des Verbandes. Er starb 2005 an einem Herzinfarkt.

## Werk
Lõhmus debütierte als Vierzehnjähriger 1964 mit Gedichten in der Zeitschrift Noorus und legte 1974 sein erstes Buch vor. Die Kritik wies besonders auf die verschiedenen Reimstrukturen hin und strich den hier vorgestellten Sonettenkranz hervor, mit dem „Lõhmus sicherlich in die Literaturgeschichte eingeht.“ Aber es fehlte auch nicht an kritischen Stimmen, die betonten, dass diese anspruchsvolle Form etwas zu hoch gegriffen sei.
In den weiteren Gedichtbänden tritt inhaltlich die Bedeutung der Natur hervor, wie eine Kritikerin betonte. Was die Form der Gedichte betraf, stellte die Kritik Übereinstimmungen mit zeitgenössischen Dichterinnen und Dichtern wie Juhan Viiding, Hando Runnel oder Doris Kareva fest. Angesichts seines letzten Gedichtbandes stellte der Dichterkollege Priidu Beier fest, dass Lõhmus sicherlich auch von Jaan Kaplinski beeinflusst sei, von dem ihm allerdings spätere literarische Auseinandersetzungen – gedacht ist hier an den sogenannten Kivisildnik-Skandal – entfernt haben.
Gemeinsam mit Madis Kõiv verfasste Lõhmus ein Theaterstück im südestnischen Dialekt, das den Vorabend des Zweiten Weltkriegs in Südestland behandelt. Es war schon 1983 fertig, wurde aber erst 10 Jahre später uraufgeführt, nachdem es 1987 im Druck erschienen war.
Viel Beachtung fand der Roman Hinunter ins Tal und über den Fluss. Roman aus dem Jahre 1984 (erschienen 1988), dessen Titel schon auf Tartu verweist, das durch den Domberg und den Fluss Emajõgi geprägt ist. Allerdings stieß der Roman keineswegs auf ungeteiltes Lob, sondern wurde durchaus stark kritisiert. Im Zentrum steht hier ein Geschichtslehrer, der im „Grunde […] den Sinn der Gegenwart in der Vergangenheit“ sucht, was als ganzes jedoch nicht überzeugend wirke. Ein anderer Kritiker sah in dem Roman Potenzial für künftige Generationen: „Vielleicht versteht man in einem halben Jahrhundert aufgrund solcher Romane, wie das Leben in Estland war, in Tartu, in einer estnischen Familie, in der estnischen Gesellschaft der 1970er- und 1980er-Jahre, …“, rechnet ihn aber gleichzeitig der „mittelmäßigen Literatur“ zu. Das Pech des Romans war, dass er schon bei Erscheinen „historisch“ gewesen ist, da zwischen Abfassung und Erscheinen ungebührlich viel Zeit verstrichen ist. Genau dies waren aber die Jahre der Singenden Revolution, weswegen der Roman bei Erscheinen tatsächlich überholt wirkte.
Besondere Verdienste erwarb sich der Autor mit seinen Enthüllungen über die Büchervernichtungen im Zuge der Sowjetisierung, als die „Axt in der Bibliothek“ wütete und Millionen von Büchern zerhackt und verbrannt wurden. Seine diesbezüglichen Recherchen und Erkenntnisse veröffentlichte er unter dem Titel „Jedes Buch ist ein Wunder“ erstmals 1988 in der Tartuer Zeitung „Edasi“, später in seinem Essayband Macht und Schatten.
Aivo Lõhmus hat auch aus dem Finnischen übersetzt, zuletzt arbeitete er an einer Neuübersetzung von Aleksis Kivis Roman Die sieben Brüder. Außerdem hat er selbst auf Finnisch Gedichte verfasst und 1991 in einem Band veröffentlicht (Kysymyksiä presidentille).

## Bibliographie
- Aastarangid. Luulet 1969 1973 ('Jahreskummet. Dichtung 1969–1973'). Tallinn: Eesti Raamat 1976. 85 S.
- Puumaamees. Luuletusi 1973–1976 ('Holzlandmann'). Tallinn: Eesti Raamat 1978. 83 S.
- Nüüd ja enne, siin ja mujal ('Jetzt und früher, hier und anderswo'). Tallinn: Eesti Raamat 1982. 45 S.
- (gemeinsam mit Madis Kõiv) Põud ja vihm Põlva kihelkonnan nelätõistkümnendämä aasta suvõl ('Dürre und Regen im Kirchspiel Põlva im Sommer 1914'). Tallinn: Eesti Raamat 1987. 144 S.
- Alla orgu ja üle jõe. Romaan aastast 1984 ('Hinunter ins Tal und über den Fluss. Roman aus dem Jahre 1984'). Tallinn: Eesti Raamat 1988. 174 S.
- Kysymyksiä presidentille ('Fragen an den Präsidenten' [auf Finnisch]). Jyväskylä: FinnEpos 1991. 95 S.
- Hüüdja hääle murre ('Des Rufers Stimme Bruch'). Tartu: Ilmamaa 2000. 96 S.
- Võim ja vari ('Macht und Schatten'). Tartu: Ilmamaa 2002. 320 S.

## Sekundärliteratur
- Arno Oja: Visiitkaart luulerangidega, in: Looming 10/1976, S. 1751–1753.
- Astrid Reinla: Kaks uut sonetipärga eesti luules, in: Keel ja Kirjandus 3/1977, S. 173–174.
- Sirje Kiin: Virvenduste kaudu, in: Looming 8/1978, S. 1399–1401.
- Toomas Liiv: Aivo Lõhmuse kolmas luulekogu, in: Looming 12/1982, S. 1705–1706.
- Mati Hint: Ja kõik süüd om veren, in: Looming 10/1987, 1415–1416.
- Kauksi Ülle: Üte jutiga kellega ja mille, in: Looming 10/1987, 1416–1417.
- Mati Hint: Pretensioonitu kirjanduse malbed võlud, in: Looming 12/1988, 1704–1707.
- ab: Hinunter ins Tal und dort geblieben, in: Estonia 1/1989, 37-39.
- Ülo Tonts: Hardo Tomera ja teised, in: Keel ja Kirjandus, 1/1989, S. 52–53.
- Kalev Kesküla: Vakelu väikses Eesti linnas, in: Vikerkaar 1/1989, S. 80–81.
- Ivar Grünthal: Tartu romaan, in: Tulimuld 2/1990, S. 109–111.
- Aivar Kull: Aivo Lõhmuse heitlus ajavaimuga, in: Looming 6/2003, 946-948.
- Priidu Beier: Truudus Tartule, in: Looming 7/2001, 1102–1106.